# Wilhelm Canword
Wilhelm Rudolph Canword (Willemstad, 11 juli 1933) is een Curaçaos voormalig voetballer en voetbaltrainer.
Met Curaçao nam Canword deel aan de Olympische Zomerspelen 1952 en het CCCF-kampioenschap 1953. Op het CCCF-kampioenschap 1953 werd het team tweede en op de Pan-Amerikaanse Spelen 1955 derde. Canword was ook actief op het CCCF-kampioenschap 1953 en de Centraal-Amerikaanse en Caraïbische Spelen 1959.
Hij speelde eerst voor SUBT en daarna tot eind 1959 voor CRKSV Jong Holland. Canword speelde bij N.E.C. van 1960 tot 1961. Hij kwam in januari 1960 naar Nederland waar hij tevens als automonteur aan de slag ging. In zijn eerste seizoen was hij middenvelder naast Moises Bicentini, maar daarna werd hij stopper. In een uitwedstrijd tegen HFC Haarlem brak hij zijn been, waardoor hij gedurende drie maanden was uitgeschakeld. In september 1961 vertrok hij weer naar Curaçao.
Naast zijn voetbalcarrière handelde Canword in Nijmegen tevens in aardolie. Terug in Curaçao werd hij ambtenaar. In 1988 was hij vier maanden bondscoach van het Nederlands-Antilliaans voetbalelftal.

## Carrièrestatistieken
| Seizoen         | Club            | Land            | Competitie      | Competitie | Competitie | Beker | Beker | Internationaal | Internationaal | Overig | Overig | Totaal | Totaal |
| Seizoen         | Club            | Land            | Competitie      | Wed.       | Dlp.       | Wed.  | Dlp.  | Wed.           | Dlp.           | Wed.   | Dlp.   | Wed.   | Dlp.   |
| --------------- | --------------- | --------------- | --------------- | ---------- | ---------- | ----- | ----- | -------------- | -------------- | ------ | ------ | ------ | ------ |
| 1960/61         | N.E.C.          | Nederland       | Tweede divisie  | –          | 2          | –     | 0     | 0              | 0              | –      | 0      | –      | 2      |
| Carrière totaal | Carrière totaal | Carrière totaal | Carrière totaal | –          | 2          | –     | 0     | 0              | 0              | 0      | 0      | –      | 2      |